# Acroceuthes
Acroceuthes là một chi bướm đêm thuộc phân họ Tortricinae của họ Tortricidae.

## Các loài
- Acroceuthes leucozancla (Turner, 1945)
- Acroceuthes metaxanthana (Walker, 1863)